# Bonnétable
Bonnétable è un comune francese di 4 086 abitanti situato nel dipartimento della Sarthe nella regione dei Paesi della Loira.

## Società

### Evoluzione demografica
Abitanti censiti

## Amministrazione

### Gemellaggi
- Horncastle, Regno Unito
- Twistringen, Germania